# Lynne Elizabeth Maquat
Lynne Elizabeth Maquat (1952) é uma bioquímica estadunidense. É professora da Universidade de Rochester.

## Condecorações (seleção)
- 2006 membro da Associação Americana para o Avanço da Ciência[1]
- 2006 membro da Academia de Artes e Ciências dos Estados Unidos[2]
- 2011 membro da Academia Nacional de Ciências dos Estados Unidos[3]
- 2014 Prêmio William C. Rose[4]
- 2015 Prêmio Internacional da Fundação Gairdner[5]